# Chiloschista fasciata
Chiloschista fasciata är en orkidéart som först beskrevs av Ferdinand von Mueller, och fick sitt nu gällande namn av Gunnar Seidenfaden och Paul Ormerod. Chiloschista fasciata ingår i släktet Chiloschista och familjen orkidéer. Inga underarter finns listade i Catalogue of Life.